# Großsteingrab Jægerspris skove
Das Großsteingrab Jægerspris skove ist eine megalithische Grabanlage der jungsteinzeitlichen Nordgruppe der Trichterbecherkultur im Jægerspris Nordskov nordöstlich Jægerspris in der dänischen Kommune Frederikssund.

## Lage
Das Grab befindet sich im Osten des Waldgebiets Nordskoven, wenige Meter südlich des Strandvej. In der näheren Umgebung gibt bzw. gab es zahlreiche weitere megalithische Grabanlagen.

## Forschungsgeschichte
In den Jahren 1873 und 1942 führten Mitarbeiter des Dänischen Nationalmuseums Dokumentationen der Fundstelle durch. Eine weitere Dokumentation erfolgte 1982 durch Mitarbeiter der Forst- und Naturbehörde.

## Beschreibung
Die Anlage besitzt eine niedrige Hügelschüttung unbekannter Form und Größe. Von der Umfassung sind laut dem Bericht von 1982 zwei Steine an der Westseite des Hügels erkennbar, die in den früheren Berichten nicht erwähnt wurden.
Der Hügel enthält eine Grabkammer, die als Polygonaldolmen anzusprechen ist. Sie ist nordwest-südöstlich orientiert. Zu den Maßen liegen keine Angaben vor. Die Kammer besteht aus fünf Wandsteinen: einer im Nordwesten und je zwei im Nordosten und Südwesten. Die Südostseite ist offen. Die Wandsteine weisen mit den flachen Seiten nach innen. Mindestens ein Wandstein ist umgekippt. Auf den Wandsteinen ruht ein leicht nach Osten verrutschter Deckstein. Um die Kammer herum liegen mehrere kleinere Steine.